# Afeganistão nos Jogos Olímpicos de Verão de 1988
O Afeganistão participou dos Jogos Olímpicos de Verão de 1988 em Seul, na Coreia do Sul. Não conquistou nenhuma medalha, nem de ouro, nem de prata e nem de bronze. Foi a nona participação do país em Jogos Olímpicos de Verão, que não participu na edição passada.